# Langschwänziges Mausohr
Das Langschwänzige Mausohr (Myotis frater), auch Fujian-Wasserfledermaus, ist eine Art der Mausohren (Myotis) innerhalb der Fledermäuse (Chiroptera). Sie kommt von Russland und der Volksrepublik China bis auf die Koreanische Halbinsel und Japan vor.

## Merkmale
Das Langschwänzige Mausohr ist eine vergleichsweise kleine Fledermausart. Sie erreicht eine Kopf-Rumpf-Länge von 43 bis 57 Millimetern und eine Schwanzlänge von 38 bis 47 Millimetern. Die Hinterfüße haben eine Länge von 7 bis 12 Millimeter. Die Ohren messen 11 bis 14 Millimeter, sie sind kürzer als die Kopflänge und erreichen nach vorn angelegt nicht die Schnauzenspitze. Die Unterarmlänge beträgt 36 bis 42 Millimeter, der Calcar besitzt einen kleinen Kiel und die Flughaut setzt an den Fersen an. Die Tibia ist etwa 20 Millimeter lang, die Fußlänge beträgt weniger als die Hälfte der Länge des Unterschenkels. Der Schwanz entspricht in seiner Länge etwa der Kopf-Rumpf-Länge oder ist etwas kürzer. Das Fell ist sowohl auf der Rücken- wie auf der Bauchseite dunkelbraun.
Der Schädel erreicht eine Gesamtlänge von etwa 13,5 Millimeter. Die Schnauze ist leicht nach unten gebogen, die Zwischenaugenregion ist eingedrückt und der Hirnschädel ist nicht auffällig vorspringend. Der zweite obere Prämolar (P3) ist klein und gegenüber der Zahnreihe nach innen versetzt, wodurch sich die beiden benachbarten Zähne berühren. Der untere Prämolar p3 ist ebenfalls verkleinert und leicht zur Innenseite der Zahnreihe versetzt.

## Verbreitung
Das Langschwänzige Mausohr kommt vom südlichen Sibirien (Russland) und der nordöstlichen Volksrepublik China bis auf die Koreanische Halbinsel und Japan vor. Im nordöstlichen Die Unterart M. f. longicaudatus ist in den Provinzen Nei Mongol und Heilongjiang nachgewiesen, in Japan lebt sie auf den Inseln Honshu and Hokkaido. Die Nominatform M. f. frater kommt in den chinesischen Provinzen Fujian, Jiangxi, Sichuan und Anhui vor, wobei die Verbreitungsgebiete ziemlich fragmentiert sind.

## Lebensweise
Über die Lebensweise und ökologischen Ansprüche der Fledermausart liegen nur sehr wenige Angaben vor. Die Typen stammen aus Höhlungen in Bambusstämmen in Höhen von 760 Metern. In Japan rasten sie während des Tages in Baumhöhlen, zudem wurden Brutkolonien von mehr als 100 Tieren in Häusern gefunden und eine kleinere Kolonie wurde in einer Höhle entdeckt. In Russland wurden die Tiere in Winterquartieren in Höhlen und Felsspalten gefunden.

## Systematik
Das Langschwänzige Mausohr wird als eigenständige Art den Mausohren (Gattung Myotis) zugeordnet. Die wissenschaftliche Erstbeschreibung stammt von dem deutschen Naturforscher Glover Morrill Allen aus dem Jahr 1923, der sie anhand von Individuen aus Fujian im südöstlichen China beschrieb. Aufgrund der fragmentierten Verbreitungsgebiete und der Trennung der Unterarten ist es möglich, dass unter der Artbezeichnung mehrere separat zu betrachtende Arten vereinigt sind.
Innerhalb der Art werden mit der Nominatform vier Unterarten unterschieden:
- Myotis frater frater, Nominatform
- Myotis frater eniseensis
- Myotis frater kaguyae
- Myotis frater longicaudatus

## Gefährdung und Schutz
Die Art wird von der International Union for Conservation of Nature and Natural Resources (IUCN) aufgrund fehlender Daten und offener Fragen bezüglich der Taxonomie nicht in das Gefährdungssystem eingeordnet und stattdessen als „data deficient“ klassifiziert. In Japan wird die Art als gefährdet betrachtet und in Russland gilt sie als seltene Art. Als potenzielle bestandsgefährdende Risiken werden Lebensraumveränderungen und -verluste angenommen.

## Belege
1. 1 2 3 4 5 6 7 8  Don E. Wilson Fraternal Myotis. In: Andrew T. Smith, Yan Xie: A Guide to the Mammals of China. Princeton University Press, 2008; S. 377, ISBN 978-0-691-09984-2.
2. 1 2 3 4 5 6  Myotis frater in der Roten Liste gefährdeter Arten der IUCN 2017-3. Eingestellt von: K. Tsytsulina, 2008. Abgerufen am 27. Januar 2018.
3. 1 2  Don E. Wilson & DeeAnn M. Reeder (Hrsg.): Myotis frater in Mammal Species of the World. A Taxonomic and Geographic Reference (3rd ed).